# Marc-Jan Ahne
Marc-Jan Ahne (Groningen, 27 december 1972) is een Nederlands voormalig politicus voor D66. Van april 2012 tot 22 september 2015 was hij burgemeester van de gemeente Ommen.

## Politieke carrière
Ahne werd in 1991 lid van D66 en was al tijdens de middelbare school actief voor de jongerenafdeling van die partij, de Jonge Democraten. Hij studeerde in Enschede en was daar campagneleider bij de gemeenteraadsverkiezingen van 1994, en deed datzelfde voor de Provinciale Statenverkiezingen van 1995 (Overijssel). Nog tijdens zijn studententijd was hij raadslid in Enschede (1997-1998).
In 1998 verhuisde Ahne naar Deventer. Bij de gemeenteraadsverkiezingen van 2002 werd hij gekozen tot raadslid. In 2004 waren daar als gevolg van een gemeentelijke herindeling opnieuw verkiezingen, waarbij hij lijsttrekker was. D66 kreeg 2 zetels en Ahne werd fractievoorzitter. Ook was hij bestuurslid van de landelijke bestuurdersvereniging. Tevens was hij actief als adviseur en trainer van gemeenteraden en (interim)griffier.
In juni 2009 werd hij wethouder van de gemeente Deventer. Zijn portefeuille omvatte onder meer Financiën, Economische Zaken, Toerisme en Recreatie, Kunst en Cultuur en Binnenstadsaangelegenheden.
Op 2 februari 2012 werd hij door de gemeenteraad van het Overijsselse Ommen unaniem voorgedragen als de nieuwe burgemeester. Op 2 april dat jaar werd hij daar geïnstalleerd.

## Vertrek als burgemeester
Op 22 september 2015 vroeg Ahne, in verband met een onderzoek naar zijn integriteit, ontslag aan bij de commissaris van de Koning in Overijssel, Ank Bijleveld. Volgens de provincie Overijssel ging het om een "persoonlijke, financiële kwestie".
Na geruchten over meerdere diefstallen begon de Rijksrecherche een onderzoek. Hierbij is volgens het OM vast komen te staan dat Ahne één keer diefstal pleegde, en wel in mei 2015. Het ging hier om contant geld. Deze diefstal had geen relatie met zijn functie als burgemeester. Ahne kreeg een geldboete opgelegd.

## Carrière buiten de politiek
Ahne studeerde bestuurskunde aan de Universiteit Twente maar zette die studie na 2 jaar voort aan de Hogeschool Enschede. Vanaf 1998 werkte hij in deeltijd bij Wolters Kluwer in Deventer. Daarna werd hij business consultant en lid van de ondernemingsraad bij Xerox. Vanaf 2005 was hij achtereenvolgens beleidsadviseur en lobbyist bij Vereniging Eigen Huis en adviseur en interim-griffier bij Necker van Naem, een adviesbureau te Utrecht.
Na zijn ontslag als burgemeester van Ommen werd hij zelfstandig adviseur.